# Zak Hardaker

a Compétitions nationales et continentales officielles uniquement.

b Matchs officiels uniquement.
Zak Hardaker, né le 17 octobre 1991 à Pontefract, est un joueur de rugby à XIII anglais évoluant au poste d'arrière ou de centre dans les années 2010. Il participe activement aux titres remportés par les Leeds Rhinos au début des années 2010 dont trois titres Super League, un titre de World Club Challenge et deux titres de Challenge Cup. Il est par ailleurs élu meilleur joueur de la Super League en 2015.

## Palmarès
- Collectif :
  - Vainqueur de la World Club Challenge : 2012 (Leeds Rhinos).
  - Vainqueur de la Super League : 2011, 2012 & 2015 (Leeds Rhinos).
  - Vainqueur de la Challenge Cup : 2014 & 2015 (Leeds Rhinos).
  - Finaliste de la Super League : 2020 (Wigan) et 2022 (Leeds).

- Individuel :
  - Élu meilleur joueur de la Super League : 2015 (Leeds Rhinos).
  - Élu dans la Dream Team de la Super League : 2014 & 2015 (Leeds Rhinos).

## Détails

### En équipe nationale
Zak Hardaler n'a jamais pris part à une Coupe du monde, toutefois il faisait partie de l'équipe d'Angleterre lors de la Coupe du monde 2013 mais a été sorti de l'équipe pour des raisons disciplinaires.

### En club
Zak Hardaker a connu deux clubs dans sa carrière, tout d'abord les Featherstone Rovers avant de rejoindre rapidement les Leeds Rhinos.
| Saison | Club              | Compétition           | Matchs | Points | Essais | Buts | Drop |
| ------ | ----------------- | --------------------- | ------ | ------ | ------ | ---- | ---- |
| 2011   | Leeds Rhinos      | Super League          | 14     | 44     | 11     | -    | -    |
| 2012   | Leeds Rhinos      | Super League          | 31     | 70     | 17     | 1    | -    |
| 2013   | Leeds Rhinos      | Super League          | 25     | 66     | 9      | 15   | -    |
| 2014   | Leeds Rhinos      | Super League          | 22     | 60     | 8      | 14   | -    |
| 2015   | Leeds Rhinos      | Super League          | 25     | 60     | 10     | 9    | 1    |
| 2016   | Leeds Rhinos      | Super League          | 3      | 2      | -      | 1    | -    |
| 2016   | Penrith Panthers  | National Rugby League | 11     | 4      | 1      | -    | -    |
| 2017   | Castleford Tigers | Super League          | 22     | 34     | 8      | 1    | -    |
| 2018   | Castleford Tigers | Super League          | 6      | 16     | 8      | -    | -    |
| 2019   | Wigan Warriors    | Super League          | 30     | 231    | 11     | 93   | 1    |
| 2020   | Wigan Warriors    | Super League          | 0      | 0      | 0      | 0    | 0    |